# Vägtornsmätare
Vägtornsmätare (Triphosa dubitata) är en fjärilsart som beskrevs av Carl von Linné 1758. Vägtornsmätare ingår i släktet Triphosa och familjen mätare, Geometridae. Enligt den svenska rödlistan är arten nära hotad, NT, i Sverige. Arten förekommer från Skåne till Medelpad. Två underarter finns listade i Catalogue of Life, Triphosa dubitata amblychiles Prout, 1937, och Triphosa dubitata dyriata Powell, 1941.

## Bildgalleri

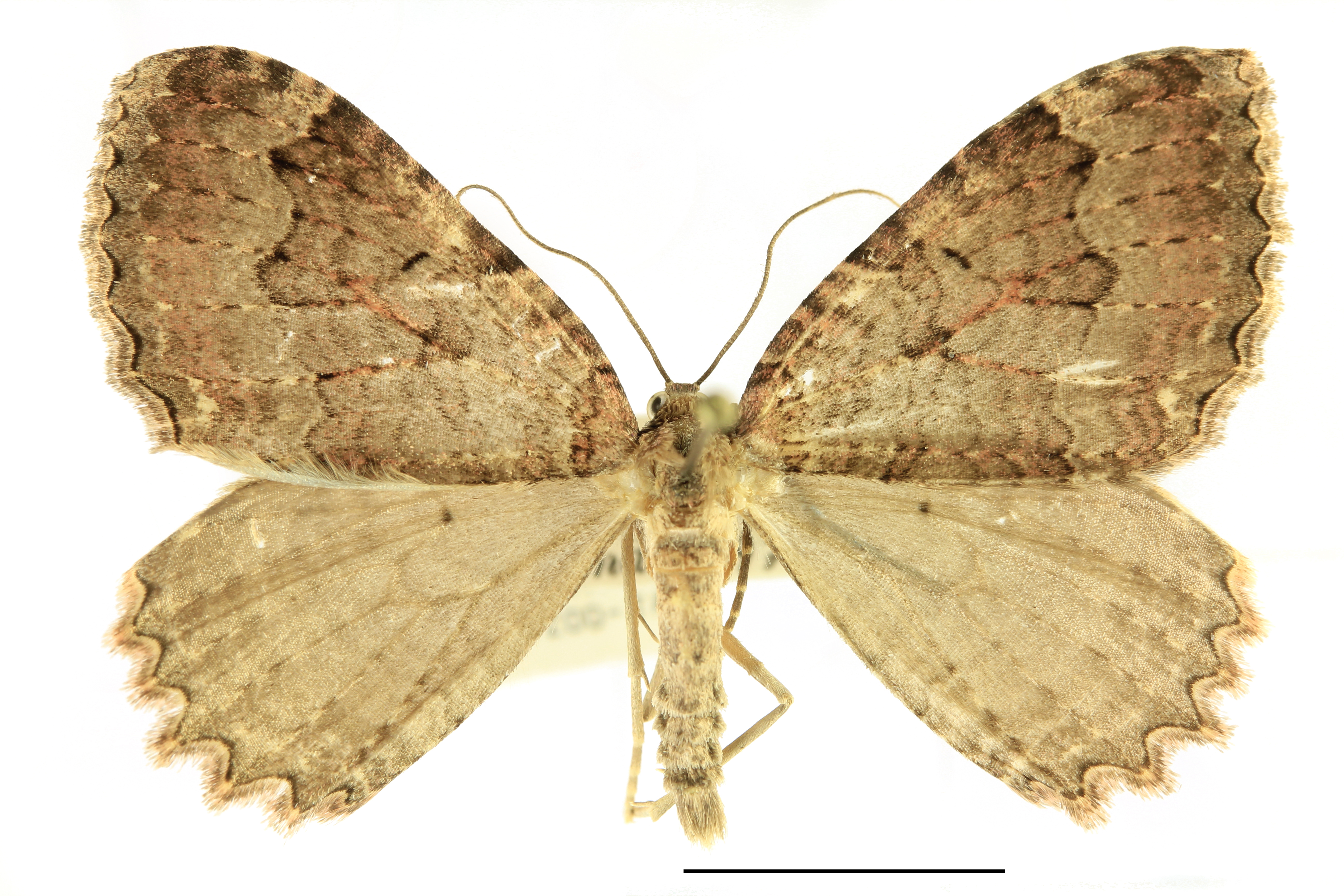
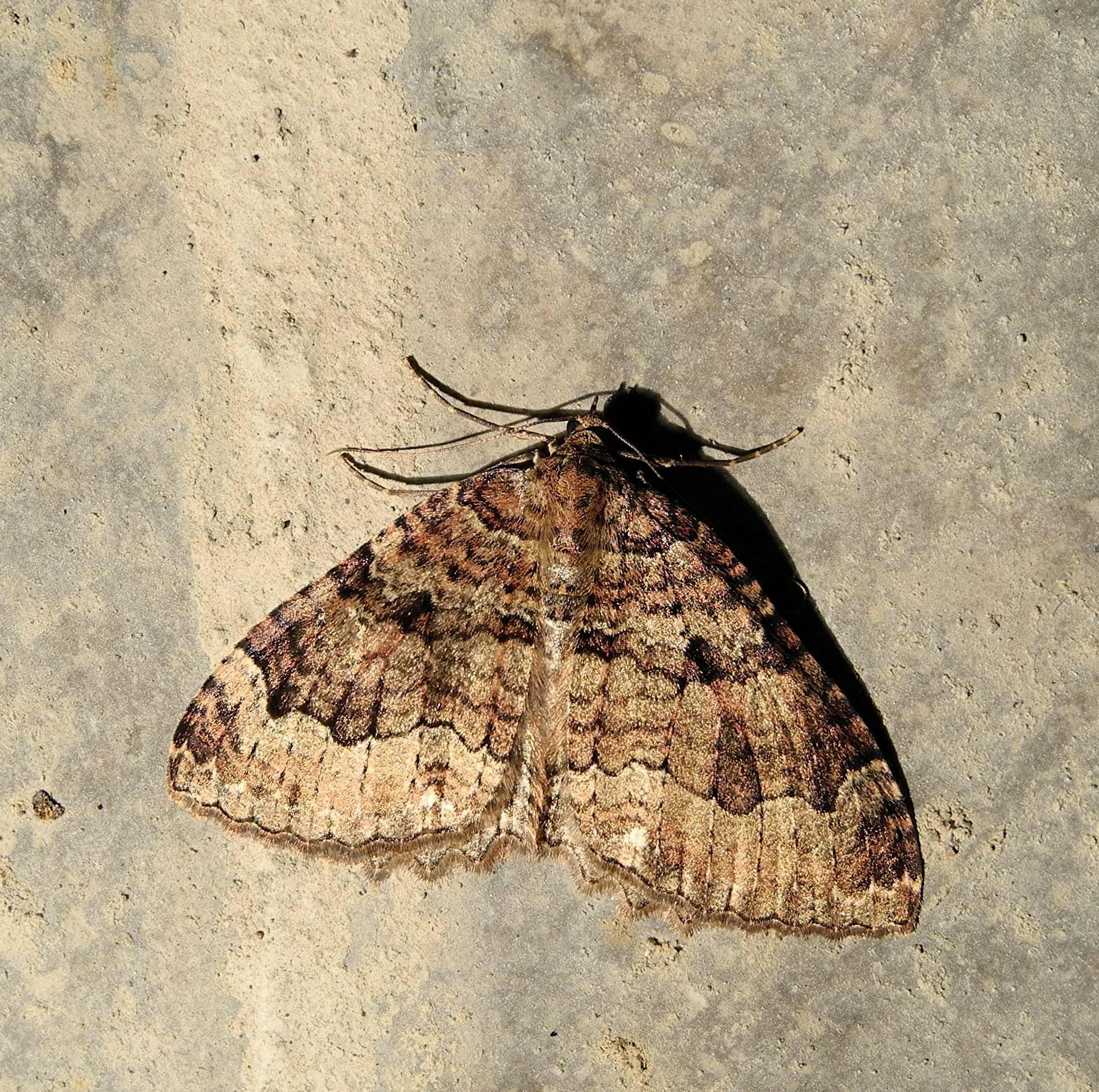
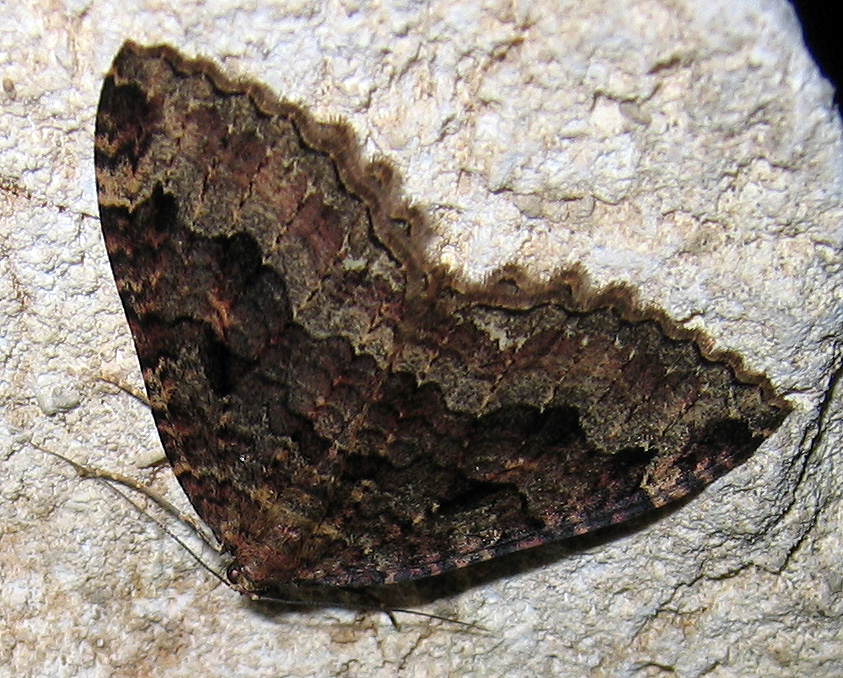